# Ligue mondiale de hockey sur gazon masculin 2012-2013
Navigation
Édition suivante
La Ligue mondiale de hockey sur gazon masculin 2012-2013 est la première édition de la Ligue mondiale de hockey sur gazon masculin. Cette compétition débute le 17 août 2012 pour se terminer le 19 janvier 2014.
Toutes les équipes nationales participent à cette compétition qui s'étale sur 2 ans et est composée de 4 tours.

## Calendrier

### 1ertour
Ce tour regroupe toutes les équipes classées à partir de la 17e place mondiale. Celles-ci sont réparties en 9 groupes.
| Date                           | Ville hôte     | Classement                                            | Quotas pour 2e tour | Qualifiés au 2e tour    |
| ------------------------------ | -------------- | ----------------------------------------------------- | ------------------- | ----------------------- |
| 17 au 19 août 2012             | Prague         | 1. Pologne 2. Ukraine 3. Biélorussie 4. Tchéquie      | 2                   | Pologne Ukraine         |
| 31 août au 2 septembre 2012    | Singapour      | 1. Bangladesh 2. Singapour 3. Hong Kong 4. Thaïlande  | 1                   | Bangladesh              |
| 7 au 9 septembre 2012          | Cardiff        | 1. Irlande 2. Autriche 3. Pays de Galles 4. Suède     | 2                   | Irlande Autriche        |
| 7 au 9 septembre 2012          | Accra          | 1. Égypte 2. Ghana 3. Nigeria                         | 1                   | Égypte                  |
| 25 au 30 september 2012        | Lousada        | 1. Écosse 2. Portugal 3. Gibraltar 4. Italie 5. Maroc | 2                   | Écosse Portugal         |
| 13 au 17 novembre 2012         | Port-d'Espagne | 1. Trinité-et-Tobago 2. Chili 3. Barbade 4. Venezuela | 2                   | Trinité-et-Tobago Chili |
| 16 au 18 novembre 2012         | Chula Vista    | 1. États-Unis 2. Mexique 3. Guatemala                 | 1                   | États-Unis              |
| 27 novembre au 2 décembre 2012 | Doha           | 1. Azerbaïdjan 2. Sri Lanka 3. Oman 4. Turquie        | 1                   | Azerbaïdjan             |
| 9 au 13 décembre 2012          | Suva           | 1. Fidji 2. Papouasie-Nouvelle-Guinée 3. Vanuatu      | 1                   | Fidji                   |

### 2etour
Outre les équipes qualifiées au 1er tour, ce tour regroupe toutes les équipes classées entre la 9e et la 16e place mondiale ainsi que les pays organisateurs. Celles-ci sont réparties en 4 groupes.
| Date                      | Ville hôte            | Classement                                                                           | Quotas pour 1/2 finales | Qualifiés en 1/2 finales |
| ------------------------- | --------------------- | ------------------------------------------------------------------------------------ | ----------------------- | ------------------------ |
| 18 au 24 février 2013     | New Delhi             | 1. Inde 2. Irlande 3. Bangladesh 4. Chine 5. Oman 6. Fidji                           | 2                       | Inde Irlande             |
| 27 février au 5 mars 2013 | Rio de Janeiro        | 1. Argentine 2. Afrique du Sud 3. Chili 4. Trinité-et-Tobago 5. États-Unis 6. Brésil | 2                       | Argentine Afrique du Sud |
| 6 au 12 mai 2013          | Saint-Germain-en-Laye | 1. Belgique 2. France 3. Canada 4. Écosse 5. Pologne 6. Portugal                     | 2                       | Belgique France          |
| 27 mai au 2 juin 2013     | Elektrostal           | 1. Japon 2. Russie 3. Ukraine 4. Autriche 5. Égypte 6. Tchéquie                      | 1                       | Japon                    |

### 1/2 finales
Outre les équipes qualifiées au 2e tour, ce tour regroupe toutes les équipes classées entre la 1re et la 8e place mondiale ainsi que les pays organisateurs. Celles-ci sont réparties en 2 groupes.
| Date                      | Ville hôte | Classement                                                                                                 | Quotas pour la finale | Qualifiés en finale                          |
| ------------------------- | ---------- | --- | --------------------- | -------------------------------------------- |
| 13 au 23 juin 2013        | Rotterdam  | 1. Belgique 2. Australie 3. Pays-Bas 4. Nouvelle-Zélande 5. Espagne 6. Inde 7. Irlande 8. France           | 4                     | Belgique Australie Pays-Bas Nouvelle-Zélande |
| 29 juin au 7 juillet 2013 | Johor      | 1. Allemagne 2. Argentine 3. Angleterre 4. Corée du Sud 5. Malaisie 6. Japon 7. Pakistan 8. Afrique du Sud | 3                     | Allemagne Argentine Angleterre               |

### Finale
La finale regroupe les équipes qualifiées au 3e tour et le pays hôte. Elles sont réparties en 2 groupes.
| Date                  | Ville hôte | Classement groupes                                                | Classement final                                                                                         |
| --------------------- | ---------- | ----------------------------------------------------------------- | --- |
| 10 au 18 janvier 2014 | New Delhi  | Groupe A : 1. Angleterre 2. Allemagne 3. Nouvelle-Zélande 4. Inde | 1. Pays-Bas 2. Nouvelle-Zélande 3. Angleterre 4. Australie 5. Belgique 6. Inde 7. Allemagne 8. Argentine |
| 10 au 18 janvier 2014 | New Delhi  | Groupe B : 1. Australie 2. Argentine 3. Pays-Bas 4. Belgique      | 1. Pays-Bas 2. Nouvelle-Zélande 3. Angleterre 4. Australie 5. Belgique 6. Inde 7. Allemagne 8. Argentine |